# Recaș
Recaș (em húngaro: Temesrékás; em alemão: Rekasch; em sérvio: Рекаш; romaniz.: Rekaš) é uma cidade (oraș) do județ (distrito) de Timiș, na região histórica do Banato (parte da Transilvânia), Roménia. Em 2011 tinha 8 336 habitantes e em 2016 estimava-se que tivesse 9 519 habitantes. A área administrada pela cidade tem 229,88 km².
A região de Recaș é conhecida pelos seus vinhos, cuja produção é uma das principais atividades económicas locais. A cidade situa-se 26 km a leste de Timișoara e 35 km a oeste de Lugoj, cidades às quais está ligada pela estrada nacional DN6 (estrada europeia E70). O Aeroporto Internacional Traian-Vuia Timișoara (IATA: TSR, ICAO: LRTR) encontra-se a 20 km de Recaș.
| Nome em romeno     | em alemão   | em húngaro    | em sérvio    |
| ------------------ | ----------- | ------------- | ------------ |
| Recaș              | Rekasch     | Temesrékás    | Рекаш        |
| Bazoș              | Basosch     | Bázos         | Базош        |
| Herneacova         | Herneakowa  | Aranyág       | Хернаково    |
| Izvin              | Jezvin      | Őszény        | Извин        |
| Nadăș (desabitada) | -           | Mélynádas     | Надаш        |
| Petrovaselo        | -           | Temespéteri   | Петрово Село |
| Stanciova          | Stantschowa | Sztancsafalva | Станчево     |

## História
A menção mais antiga da localidade data de 1318. Desde 1450 que o nome Rekas é atestado. A origem do topónimo é eslava (rika), mas há evidências de que a localidade era valaca. Segundo o historiador Nicolae Iliescu, em 1359 várias famílias da Moldávia viviam em Recaș e receberam terras e privilégios do rei Luís, o Grande da Hungria sem terem que renunciar à Igreja Ortodoxa. Pouco depois, foram concedidos os mesmos direitos a muitos búlgaros, pelo que a composição étnica ficou mais variada.
Recaș tornou-se rapidamente um centro importante na região e em 1470 o oppidum Rekas (comuna) incluía 20 localidades. Recebeu privilégios de cidade e chegou a ter alfândega. Em 1650, instalaram-se na área de Bacica famílias sérvias a que os locais chamavam șocați (lit.: "chocados"), por causa de serem católicos (o que leva alguns estudiosos a pensar que eles seriam croatas e não sérvios). Em consequência das sucessivas vagas de colonização, em meados do século XVII foram criados três localidades distintas: a Recașul Valahilor ("Recaș valáquia"), Recașul Șocților (dos sérvios) e Recașul Bulgaria. A localização da localidade romena era pouco favorecida, junto ao rio Timiș, na área onde hoje é a estação ferroviária. Devido às cheias frequentes e aos conflitos com os sérvios, os romenos mudaram-se, grande parte deles para a aldeia vizinha de Izvin. Assim, no primeiro censo realizado depois dos Habsburgos conquistarem o Banato aos otomanos, Recașul Valahilor aparece como despovoada.
Sob o domínio dos Habsburgos, Recaș passou por uma nova fase de desenvolvimento e mais colonização. Em 1764 o governador Koll trouxe um grande número de colonos alemães, que formaram o núcleo inicial da Recaș alemã. Até 1786 sucederam-se várias vagas de imigrantes suábios. Quando o Banato passou a ser administrado por húngaros, aumentou a imigração de magiares, principalmente a partir de 1809. O processo de "magiarização" atingiu o auge em 1899. No final do século XIX e início do século XX, Recaș conhece uma evolução social e económica sem precedentes. Datam dessa época vários edifícios administrativos, como a prefeitura, o tribunal, etc. Em 1894 foi construída uma fábrica de tijolos com 100 empregados e em 1902 surgiu o primeiro jornal alemão, o Temesrekaser Zeitung. No período entreguerras, Recaș tinha uma escola primária, uma escola católica, casino, associação de bombeiros, um grémio agrícola alemão e um clube desportivo.

## Demografia
Em termos étnicos, segundo o censo de 2011, 77,1% da população era romena, 7,6% húngara, 4,3% sérvia, 2,1% cigana, 0,9% croatas e 0,8% alemã (maioritariamente de origem suábia). Em termos religiosos, 67,6% dos habitantes eram fiéis da Igreja Ortodoxa Romena, 10,8% católicos romanos, 10% protestantes de vários ramos (8,3% pentecostais), 3,6% ortodoxos sérvios e 0,6% greco-católicos.
| Ano  | População | Romenos | Romenos | Alemães | Alemães | Húngaros | Húngaros | Ciganos | Ciganos | Sérvios | Sérvios | Eslovacos | Eslovacos | Outros | Outros |
| ---- | --------- | ------- | ------- | ------- | ------- | -------- | -------- | ------- | ------- | ------- | ------- | --------- | --------- | ------ | ------ |
| 1880 | 10 332    | 3 769   | 36,48%  | 2 109   | 20,41%  | 568      | 5,5%     | -       | -       | 3 759   | 36,38%  | 101       | 0,98%     | 27     | 0,26%  |
| 1900 | 12 004    | 4 757   | 39,63%  | 2 295   | 19,12%  | 1 684    | 14,03%   | -       | -       | 1 920   | 15,99%  | 109       | 0,91%     | 1 259  | 10,49% |
| 1930 | 11 684    | 4 653   | 39,82%  | 1 846   | 15,8%   | 2 419    | 20,7%    | 229     | 1,96%   | 2 401   | 20,55%  | 101       | 0,86%     | 264    | 2,26%  |
| 1977 | 10 928    | 6 562   | 60,05%  | 923     | 8,45%   | 1 580    | 14,46%   | 440     | 4,03%   | 1 123   | 10,28%  | 41        | 0,38%     | 259    | 2,37%  |
| 1992 | 8 665     | 6 334   | 73,1%   | 222     | 2,56%   | 1 082    | 12,49%   | 219     | 2,53%   | 669     | 7,72%   | 17        | 0,2%      | 122    | 1,41%  |
| 2002 | 8 560     | 6 514   | 76,1%   | 116     | 1,36%   | 936      | 10,93%   | 253     | 2,96%   | 581     | 6,79%   | 17        | 0,2%      | 143    | 1,67%  |
| 2011 | 8 336     | 6 423   | 77,05%  | 65      | 0,78%   | 635      | 7,62%    | 178     | 2,14%   | 356     | 4,27%   | 5         | 0,06%     | 674    | 8,09%  |

## Monumentos e infraestruturas
Instituições culturais
- Casa de Cultura Ion Cojocar de Recaș
- Museu Histórico de Recaș
- Biblioteca pública de Recaș
- Centros culturais de Bazos, Herneacova e Petrovaselo
- Biblioteca do Liceu Teórico de Recaș

Edifícios religiosos
- Igrejas ortodoxas romenas de Recaș (1924), Izvin (1786) Nadas (1901 igreja de madeira - XVIII sec.al) Bazos (1910), Stanciova (1927; capela) e Herneacova (1870)
- Igreja ortodoxa sérvia de Petrovaselo
- Igreja greco-católica de Izvin
- Igrejas católicas romanas de Recaș (1918) e Bazos (1933)
- Igreja batista de Recaș, Izvin e Bazos
- Igreja pentecostal de Recaș

Outros monumentos
- Monumento aos heróis da Primeira e Segunda Guerra Mundial em Recaș, Bazosu Vechi e Izvin